# 伍屋村
伍屋村，一個自然村落，位於中國廣東省深圳市龍華區龍華街道油富，挨著富士康集團公司，瓦窑排村和龍華文化廣場，隔瓦窑排村與東環二路相鄰。目前伍屋村以外來人口居絕大多數。